# Drzeńsk Wielki
Drzeńsk Wielki (niem. Groß Drenzig, łuż. Wjeliki Drězg) – wieś w Polsce położona w województwie lubuskim, w powiecie krośnieńskim, w gminie Gubin.
W latach 1975–1998 miejscowość administracyjnie należała do województwa zielonogórskiego.
Położony jest 8 km na północny wschód od Gubina przy drodze z Żytowania do Wałowic. O wsi napomknięto w dokumentach pierwszy raz w roku 1550 pod nazwą - (niem. Drentzk) i leżał na szlaku prowadzącym na Śląsk. W grudniu 1633 roku przechodziły tędy dwa regimenty Chorwatów. W roku 1864 do wioski należał też wiatrak. W 1910 roku wybudowano szkołę w części której obecnie ma siedzibę koło łowieckie „Zając”. Ulicówka z zabudową zwartą szczytową i kalenicową. 
W Drzeńsku Wielkim od 12 czerwca do 18 września 1945 roku była komendantura wojskowa, której komendantem był ppor. Tadeusz Barwicki z 38. Pułku Piechoty. W 1952 roku wieś zamieszkiwało 136 osób.
Liczy około 140 mieszkańców. Jest siedzibą jednostki Ochotniczej Straży Pożarnej, która powstała w 1956 roku. W 1992 roku oddano do użytku wodociąg, a we wrześniu 2006 roku mieszkańcy wsi wykonali dzieciom plac zabaw. W wiosce sklep spożywczy oraz świetlica wiejska, szkoła. Szkoła i remiza strażacka pochodzą z początku XX wieku.
W 2012 roku we wsi powstał Klub Sportowy „Solaris” Drzeńsk Wielki.

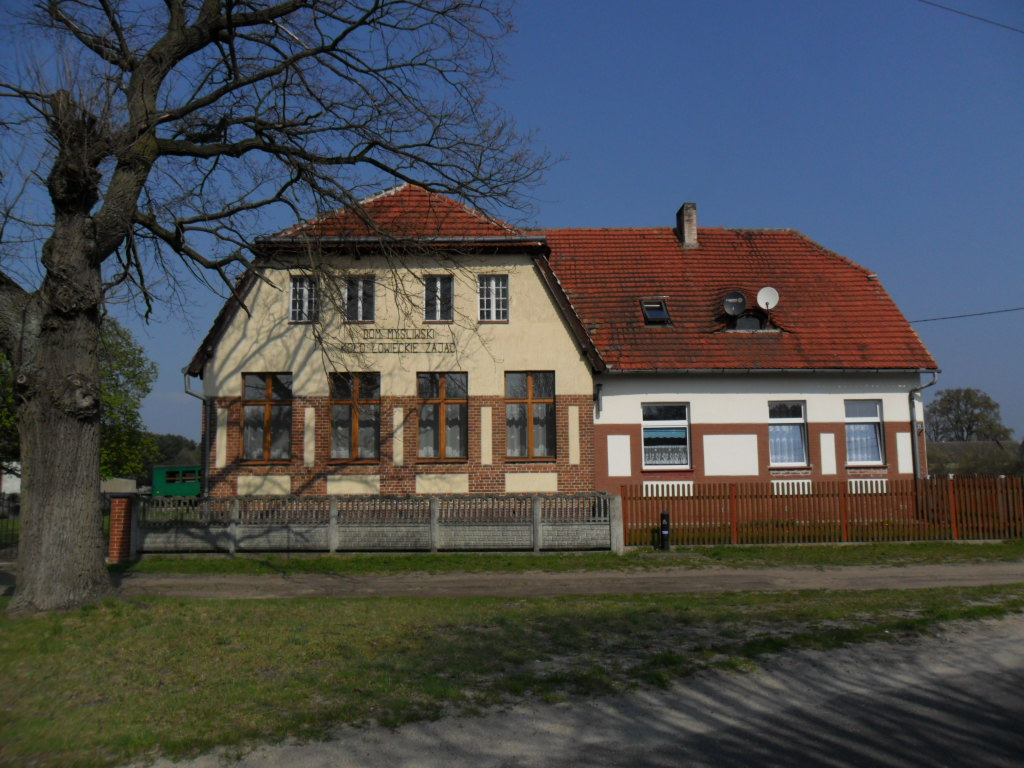
Dom myśliwski koła łowieckiego „Zając”
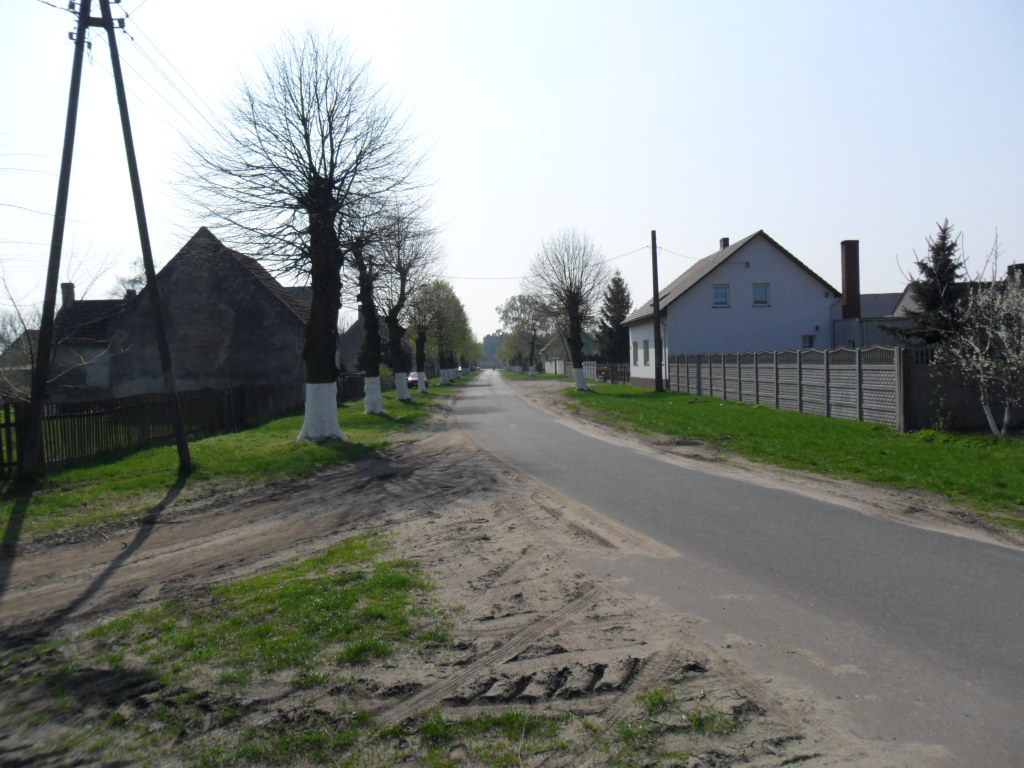
Droga dojazdowa do wsi